# Le Chesne, Eure
Le Chesne är en kommun i departementet Eure i regionen Normandie i norra Frankrike. Kommunen ligger i kantonen Breteuil som tillhör arrondissementet Évreux. År 2018 hade Le Chesne 629 invånare.

## Befolkningsutveckling
Antalet invånare i kommunen Le Chesne
Referens:INSEE